# Miss USA 1996
Miss USA 1996 fue la 45.ª edición de Miss USA, que se llevó a cabo en South Padre Island, Texas y la final fue celebrada el 2 de febrero de 1996.
En la conclusión de la competencia final, Ali Landry de Luisiana fue coronada por la saliente Miss USA Shanna Moakler de Nueva York. Landry fue la primera exdelegada de Miss Teen USA en ganar el título de Miss USA, y la tercera Miss USA de su estado, Luisiana  y la segunda Miss Louisiana USA en ganar la corona de Miss USA y Miss Fotogénica, convirtiendo a Luisiana en el único estado en ganar ambos títulos después de que lo hiciera California en 1992. Landry también es la quinta Miss Fotogénica en ser coronada como Miss USA después de ganar el premio.
El certamen fue celebrado por tercera y última vez en South Padre Island. Fue conducido por Bob Goen por tercera vez, y Maty Monfort fue el comentarista.  Aaron Neville proveyó el entretenimiento durante el certamen.
Esta también fue la primera vez que la Organización Miss Universo abrió un sitio web dedicado al certamen, y la primera vez que  las personas pudieron votar por Internet para escoger a la ganadora de Miss Fotogénica.
También fue la primera vez desde 1989 que hubo 10 semifinalistas, en vez de las 12. También, esta fue la primera vez desde 1991 en que las candidatas vistieron un traje de baño de una sola pieza para las preliminares y finales.

## Resultados
| Resultado final | Candidata                                                                                                 |
| --------------- | --- |
| Miss USA 1996   | - Luisiana - Ali Landry                                                                                   |
| 1.ª finalista   | - Kansas - Danielle Boatwright                                                                            |
| 2.ª finalista   | - Tennessee - Becca Lee                                                                                   |
| Top 6           | - Dakota del Norte - Juliette Spier - Míchigan - Natasha Bell - Oklahoma - Heather Crickard               |
| Top 10          | - Illinois - Bernadette Przybycien - Indiana - Holly Roehl - Texas - Kara Williams - Utah - Tracy Kennick |

### Premios especiales
- Miss Simpatía - Ku'ualoha Taylor (Miss Hawaii USA)
- Miss Fotogénica - Ali Landry (Miss Louisiana USA)
- Premio Finesse Style - Becca Lee - (Miss Tennessee USA)
- Mejor en Traje de Baño: - Danielle Boatwright (Miss Kansas USA)

## Puntuaciones

### Competencia preliminar
La siguiente tabla es la puntuación de las candidatas en la competencia preliminar.
| \| Estado \| Promedio \| \| -------------------- \| -------- \| \| Alabama \| 8.96 \| \| Alaska \| 7.82 \| \| Arizona \| 8.35 \| \| Arkansas \| 8.75 \| \| California \| 8.74 \| \| Colorado \| 8.49 \| \| Connecticut \| 8.97 \| \| Delaware \| 8.36 \| \| Distrito de Columbia \| 8.96 \| \| Florida \| 8.88 \| \| Georgia \| 8.93 \| \| Hawái \| 8.78 \| \| Idaho \| 8.52 \| \| Illinois \| 9.04 \| \| Indiana \| 9.17 \| \| Iowa \| 8.73 \| \| Kansas \| 9.47 \| \| Kentucky \| 8.61 \| \| Louisiana \| 9.18 \| \| Maine \| 8.51 \| \| Maryland \| 8.77 \| \| Massachusetts \| 8.86 \| \| Michigan \| 9.08 \| \| Minnesota \| 8.85 \| \| Misisipi \| 8.20 \| \| Misuri \| 8.47 \| \| Montana \| 8.41 \| \| Nebraska \| 8.85 \| \| Nevada \| 8.67 \| \| Nueva Hampshire \| 8.44 \| \| Nueva Jersey \| 8.68 \| \| Nuevo México \| 8.84 \| \| Nueva York \| 8.91 \| \| Carolina del Norte \| 8.83 \| \| North Dakota \| 9.07 \| \| Ohio \| 8.56 \| \| Oklahoma \| 9.08 \| \| Oregón \| 8.78 \| \| Pensilvania \| 8.93 \| \| Rhode Island \| 8.63 \| \| Carolina del Sur \| 8.73 \| \| Dakota del Norte \| 8.37 \| \| Tennessee \| 9.19 \| \| Texas \| 8.98 \| \| Utah \| 9.07 \| \| Vermont \| 8.50 \| \| Virginia \| 8.98 \| \| Washington \| 8.60 \| \| Virginia Occidental \| 8.55 \| \| Wisconsin \| 8.55 \| \| Wyoming \| 8.60 \| | Ganadora Primera finalista Segunda finalista Top 6 finalistas Top 10 semi-finalistas |
| Estado | Promedio                                                                             |
| Alabama | 8.96                                                                                 |
| Alaska | 7.82                                                                                 |
| Arizona | 8.35                                                                                 |
| Arkansas | 8.75                                                                                 |
| California | 8.74                                                                                 |
| Colorado | 8.49                                                                                 |
| Connecticut | 8.97                                                                                 |
| Delaware | 8.36                                                                                 |
| Distrito de Columbia | 8.96                                                                                 |
| Florida | 8.88                                                                                 |
| Georgia | 8.93                                                                                 |
| Hawái | 8.78                                                                                 |
| Idaho | 8.52                                                                                 |
| Illinois | 9.04                                                                                 |
| Indiana | 9.17                                                                                 |
| Iowa | 8.73                                                                                 |
| Kansas | 9.47                                                                                 |
| Kentucky | 8.61                                                                                 |
| Louisiana | 9.18                                                                                 |
| Maine | 8.51                                                                                 |
| Maryland | 8.77                                                                                 |
| Massachusetts | 8.86                                                                                 |
| Michigan | 9.08                                                                                 |
| Minnesota | 8.85                                                                                 |
| Misisipi | 8.20                                                                                 |
| Misuri | 8.47                                                                                 |
| Montana | 8.41                                                                                 |
| Nebraska | 8.85                                                                                 |
| Nevada | 8.67                                                                                 |
| Nueva Hampshire | 8.44                                                                                 |
| Nueva Jersey | 8.68                                                                                 |
| Nuevo México | 8.84                                                                                 |
| Nueva York | 8.91                                                                                 |
| Carolina del Norte | 8.83                                                                                 |
| North Dakota | 9.07                                                                                 |
| Ohio | 8.56                                                                                 |
| Oklahoma | 9.08                                                                                 |
| Oregón | 8.78                                                                                 |
| Pensilvania | 8.93                                                                                 |
| Rhode Island | 8.63                                                                                 |
| Carolina del Sur | 8.73                                                                                 |
| Dakota del Norte | 8.37                                                                                 |
| Tennessee | 9.19                                                                                 |
| Texas | 8.98                                                                                 |
| Utah | 9.07                                                                                 |
| Vermont | 8.50                                                                                 |
| Virginia | 8.98                                                                                 |
| Washington | 8.60                                                                                 |
| Virginia Occidental | 8.55                                                                                 |
| Wisconsin | 8.55                                                                                 |
| Wyoming | 8.60                                                                                 |

### Competencia final
| \| Estado \| Entrevista \| Traje de baño \| Traje de gala \| Promedio \| Finales \| \| ------------ \| ---------- \| ------------- \| ------------- \| -------- \| ------- \| \| Louisiana \| 9.518 \| 9.591 \| 9.766 \| 9.625 \| 9.825 \| \| Kansas \| 9.741 \| 9.839 \| 9.824 \| 9.801 \| 9.800 \| \| Tennessee \| 9.391 \| 9.611 \| 9.836 \| 9.613 \| 9.813 \| \| Oklahoma \| 9.419 \| 9.501 \| 9.776 \| 9.565 \| 9.668 \| \| Michigan \| 9.424 \| 9.619 \| 9.506 \| 9.516 \| 9.634 \| \| North Dakota \| 9.474 \| 9.694 \| 9.666 \| 9.611 \| 9.630 \| \| Utah \| 9.431 \| 9.536 \| 9.580 \| 9.515 \| \| \| Indiana \| 9.349 \| 9.511 \| 9.647 \| 9.502 \| \| \| Texas \| 9.391 \| 9.494 \| 9.585 \| 9.490 \| \| \| Illinois \| 9.405 \| 9.450 \| 9.536 \| 9.464 \| \| | Ganadora Primera finalista Segunda finalista Top 6 finalistas |               |               |          |         |
| Estado | Entrevista                                                    | Traje de baño | Traje de gala | Promedio | Finales |
| Louisiana | 9.518                                                         | 9.591         | 9.766         | 9.625    | 9.825   |
| Kansas | 9.741                                                         | 9.839         | 9.824         | 9.801    | 9.800   |
| Tennessee | 9.391                                                         | 9.611         | 9.836         | 9.613    | 9.813   |
| Oklahoma | 9.419                                                         | 9.501         | 9.776         | 9.565    | 9.668   |
| Michigan | 9.424                                                         | 9.619         | 9.506         | 9.516    | 9.634   |
| North Dakota | 9.474                                                         | 9.694         | 9.666         | 9.611    | 9.630   |
| Utah | 9.431                                                         | 9.536         | 9.580         | 9.515    |         |
| Indiana | 9.349                                                         | 9.511         | 9.647         | 9.502    |         |
| Texas | 9.391                                                         | 9.494         | 9.585         | 9.490    |         |
| Illinois | 9.405                                                         | 9.450         | 9.536         | 9.464    |         |

## Delegadas
Las delegadas de Miss USA 1996 fueron:
| - Alabama - Benita Brooks - Alaska - Janelle Lynn Canady - Arizona - Christina Novak - Arkansas - Tiffany Parks - California - Shauna Lyn Searles - Carolina del Norte - Jessica Lee McMinn - Carolina del Sur - Lysa Jackson - Colorado - Suesan Rajebi - Connecticut - Wanda Gonzales - Dakota del Norte - Juliette Spier - Dakota del Sur - Caresa Winters - Delaware - Star Behl - Distrito de Columbia - La Chanda Jenkins - Florida - Idalmis Vidal - Georgia - Jenny Craig - Hawái - Ku'ualoha Taylor - Idaho - Tracy Yarbrough - Illinois - Bernadette Przybycien - Indiana - Holly Roehl - Iowa - Jill Simon - Kansas - Danielle Boatwright - Kentucky - Lorie West - Luisiana - Ali Landry - Maine - Julann Vadnais - Maryland - Michele Michael - Massachusetts - Jacquelyn Doucette | - Míchigan - Natasha Bell - Minnesota - Karin Smith - Misisipi - Caroline Ramagos - Misuri - Aimee Rinehart - Montana - Tanya Pogatchnik - Nebraska - Kerry Lynn Kemper - Nevada - Alisa Castillo - Nueva Jersey - Christina Augustyn - Nueva York - Keelin Curnuck - Nuevo México - Layla Linn - Nuevo Hampshire - Julie Minta Gleneck - Ohio - Melissa Boyd - Oklahoma - Heather Crickard - Oregón - Jill Chartier - Pensilvania - Susan Barnett - Rhode Island - Karen Bradley - Tennessee - Becca Lee - Texas - Kara Williams - Utah - Tracy Kennick - Vermont - Nancy Anne Roberts - Virginia - Danielle Connors - Virginia Occidental - Regina Fisher - Washington - Staci Baldwin - Wisconsin - Mary Stoker - Wyoming - Kellee Kattleman |

## Curiosidades
Nueve delegadas compitieron anteriormente en los certámenes de Miss Teen USA y Miss America.
Las delegadas que ganaron los títulos estatales de Miss Teen USA:
- Ali Landry (Louisiana) - Miss Louisiana Teen USA 1990 (Semifinalista en Miss Teen USA 1990)
- Holly Roehl (Indiana) - Miss Georgia Teen USA 1990 (Segunda finalista en Miss Teen USA 1990)
- Susan Barnett (Pensilvania) - Miss Pennsylvania Teen USA 1990 (Finalista en Miss Teen USA 1990)
- Kara Williams (Texas) - Miss Texas Teen USA 1991  (Semifinalista en Miss Teen USA 1991)
- Juliette Spier (Dakota del Norte) - Miss North Dakota Teen USA 1992
- Danielle Boatwright (Kansas) - Miss Kansas Teen USA 1992 (Segunda finalista en Miss Teen USA 1992)
- Jill Chartier (Oregon) - Miss Oregon Teen USA 1993 (Semifinalista en Miss Teen USA 1993)
- Tiffany Parks (Arkansas) - Miss Arkansas Teen USA 1993

Las delegadas que ganaron los títulos estatales de Miss America fueron:
- Tracy Yarbrough (Idaho) - Miss Idaho 1994

## Jueces
- C.C.H. Pounder
- Patrick Warburton
- Debbie Fields
- Frankie Liles
- Donna Sheen
- Ricky Martin
- Jeff Feringa
- Matt Whiteside
- Irene Bedard
- Eddie Rabbitt